# 認知心理学
認知心理学（にんちしんりがく、英語: cognitive psychology）とは、精神過程（例えば注意、言語使用、記憶、知覚、問題解決、創造性、論理的思考など）に関する科学的研究である。
認定心理士や公認心理師の養成課程では、知覚心理学と併せて、知覚・認知心理学とされることも多い。

## 概要
認知心理学は1960年代に行動主義からの分離により誕生した。行動主義は1920年代から1950年代にかけて、観察不可能な精神過程は実証科学の領域外であるという立場をとっていた。この分離は、言語学やサイバネティックスの研究者、そして応用心理学者が人間の行動を説明するために精神処理のモデルを使用し始めたことで起こった。そして認知心理学から派生した研究は、心理学の他の分野や認知科学、言語学、経済学といった様々な現代的学問分野に統合された。

## 歴史
哲学的には、人間の精神とその過程に関する考察は古代ギリシアの時代から存在していた。紀元前387年、プラトンは脳が精神過程の座であると提案した。1637年、ルネ・デカルトは人間が生得的観念を持って生まれるという考えを提唱し、のちに実体二元論として知られるようになる心身二元論の考えを前進させた（本質的に心と体は2つの別個の実体であるという考え）。その時代から、人間の思考が単に経験的なものか（経験論）、あるいは生得的知識（生得論）を含むかについての大きな論争が19世紀にかけて続いた。この論争に関わった人物には、経験論側のジョージ・バークリーとジョン・ロック、そして生得論側のイマヌエル・カントなどがいた。
哲学的論争が続く中、19世紀中頃から後半は、心理学が科学的学問として発展する上で重要な時期であった。後に認知心理学において重要な役割を果たすことになる2つの発見があった。1つはポール・ブローカによる言語生成を主に担当する脳の領域の発見、もう1つはカール・ウェルニッケによる言語理解を主に担当すると考えられる領域の発見である。両領域はその後、発見者の名前にちなんで正式に命名され、外傷や奇形によってこれらの領域における個人の言語生成や理解が障害を受けることを、一般にブローカ失語症およびウェルニッケ失語症と呼ぶようになった。
1920年代から1950年代にかけて、心理学の主要なアプローチは行動主義であった。当初、その支持者たちは思考、観念、注意、意識などの精神的事象を観察不可能であるため、心理学という科学の領域外と見なした。認知心理学の初期のパイオニアの一人で、行動主義文献の多くに先立って研究を行ったのはカール・ユングであった。ユングは1921年の著書『心理学的類型』で認知機能の仮説を導入した。認知心理学のもう一人のパイオニアで、行動主義の境界（知的にも地理的にも）の外で働いていたのはジャン・ピアジェであった。1926年から1950年代にかけて、そして1980年代まで、彼は子どもと大人の思考、言語、知能を研究した。
20世紀半ばには、認知心理学を正式な思想学派として形成し影響を与える4つの主な要因が現れた：
- 第二次世界大戦中の新しい戦争技術の開発により、人間のパフォーマンスをより深く理解する必要性が高まった。兵士が新しい技術をどのように最もよく訓練するか、またストレス下での注意の問題にどう対処するかなどが軍事関係者にとって必要な領域となった。行動主義はこれらの問題についてほとんど洞察を提供せず、人間のパフォーマンス研究と当時新たに開発された情報理論の概念を統合したドナルド・ブロードベント（英語版）の研究がこの分野の道を切り開いた[4]。
- コンピュータ科学の発展は、人間の思考とコンピュータの計算機能の間に類似点が見出され、心理学的思考の全く新しい領域が開かれることにつながった。アレン・ニューウェルとハーバート・サイモンは人工知能(AI)の概念を発展させるために数年を費やし、その後、AIの意味合いについて認知心理学者と協力した。これはコンピュータがメモリ保存や検索などを扱う方法をモデルにした精神機能の概念化を促進し[4]、認知主義（英語版）への重要な扉を開いた。
- ノーム・チョムスキーの1959年の行動主義批判[8] と、より一般的には経験論への批判は、後に「認知革命」として知られるようになるものを開始した。心理学内部では、行動主義への批判として、J. S. ブルーナー、J. J. グッドナウ、G. A. オースティンが1956年に「思考の研究」を著した。1960年、G. A. ミラー、E. ガランター、K. プリブラムは彼らの有名な「計画と行動の構造」を執筆した。同年、ブルーナーとミラーはハーバード認知研究センターを設立し、それによって革命を制度化し、認知科学の分野を立ち上げた。
- この分野の正式な認識には、1964年のジョージ・マンドラー（英語版）の人間情報処理センターなどの研究機関の設立が含まれた。マンドラーは2002年、行動科学史ジャーナルの記事で認知心理学の起源について説明した[9]。

ウルリック・ナイサーは1967年に出版した著書『Cognitive Psychology』を通じて「認知心理学」という用語を一般的に使用するようにした。ナイサーの「認知」の定義は、当時進歩的だった認知過程の概念を示している：
「認知」という用語は、感覚入力が変換、削減、精緻化、保存、回復、使用されるすべての過程を指す。それは、イメージや幻覚のように、関連する刺激がない状態でこれらの過程が機能する場合にも関わる。...このような広範な定義を考えると、認知は人間が可能性としてすることすべてに関わっており、すべての心理的現象は認知的現象であることは明らかである。しかし、認知心理学はその一部ではなく、人間のすべての活動に関わっているが、その関心は特定の視点からのものである。他の視点も同様に正当かつ必要である。感覚入力ではなく動機から始まる力動心理学はその一例である。人の行動や経験が見たこと、記憶したこと、信じたことからどのように生じるかを問う代わりに、力動心理学者は、それらが主体の目標、欲求、または本能からどのように続くかを問う

## 認知過程
認知心理学者の主な焦点は、行動に影響を与える精神過程にある。これらの過程には、以下の記憶の3段階を含むが、これらに限定されない：
1. 感覚記憶保存：感覚情報を保持する
2. 短期記憶保存：分析のために情報を一時的に保持し、長期記憶から情報を取り出す
3. 長期記憶：短期記憶から情報を受け取り、長期間にわたって情報を保持する

### 注意
注意の心理学的定義は「利用可能な感覚知覚情報のサブセットに対する焦点を当てた意識の状態」である。注意の重要な機能は、無関係なデータを識別してフィルタリングし、重要なデータを他の精神過程に分配できるようにすることである。例えば、人間の脳は聴覚、視覚、嗅覚、味覚、触覚情報を同時に受け取る可能性がある。脳は意識的にこの情報の一部分のみを処理でき、これは注意過程によって達成される。
注意は2つの主要な注意システムに分けることができる：外因性制御と内因性制御である。外因性制御はボトムアップ方式で機能し、定位反射やポップアウト効果を担当する。内因性制御はトップダウンで機能し、より意図的な注意システムであり、分割注意や意識的処理を担当する。
認知心理学の分野における注意に関連する主要な焦点の一つは、分割注意の概念である。初期の研究の多くは、ヘッドフォンを着用した人が各耳に異なるメッセージが提示されたときに、意味のある会話を識別する能力に関するものであった。これは二分的聴取課題として知られている。重要な発見には、1つのメッセージに集中する一方で、意識的に注意を向けていない耳から取り込まれる情報をある程度認識していることが明らかになった。例えば、参加者（ヘッドフォンを着用）は、各耳で別々のメッセージを聞くことになり、バスケットボールに関連する情報だけに注意を向けるよう指示される。実験が始まると、バスケットボールに関するメッセージが左耳に、非関連情報が右耳に提示される。ある時点で、バスケットボールに関連するメッセージが右耳に、非関連情報が左耳に切り替わる。これが起こると、聴き手は通常、適切なときに左右の耳だけに注意を向けていたにもかかわらず、最後に全メッセージを繰り返すことができる。多くの会話の中で一つの会話に注意を向ける能力はカクテルパーティー効果として知られている。
その他の主要な発見には、参加者が一つの文を影で追うときに両方の文を理解できないこと、注意を向けていないメッセージの内容を報告できないこと、しかし各耳のピッチが異なる場合はメッセージをよりよく影で追うことができることなどがある。しかし、深い処理は行われないものの、初期の感覚処理は行われる。被験者は、注意を向けていないメッセージのピッチが変化したり、完全に停止したりすると気づき、自分の名前が言及された場合は注意を向けていないメッセージに方向転換することもあった。

### 記憶
記憶の主な2つのタイプは短期記憶と長期記憶であるが、短期記憶はワーキングメモリとしてより理解されるようになった。認知心理学者はしばしばワーキングメモリの観点から記憶を研究する。

#### ワーキングメモリ
ワーキングメモリは単なる短期記憶と考えられることが多いが、より明確には、気が散る中でも幅広い日常活動において一時的な情報を処理し維持する能力として定義される。よく知られている記憶容量の7プラスマイナス2は、ワーキングメモリと長期記憶の両方の記憶の組み合わせである。
古典的な実験の1つはエビングハウスによるもので、系列位置効果を発見した。これはランダムな単語リストの始めと終わりの情報が中央のものよりもよく思い出されるというものである。この初頭性と新近性の効果はリストの長さによって強度が変わる。そのU字型の典型的な曲線は、注意を引く単語によって妨害されることがある。これはフォン・レストルフ効果として知られている。

ワーキングメモリモデル（バドリーとヒッチ、1974年、2000年更新）

ワーキングメモリの多くのモデルが作られてきた。最も尊重されているものの1つはバドリーとヒッチのワーキングメモリモデルである。これは視覚的および聴覚的刺激の両方、参照として使用する長期記憶、そしてそれらすべてを組み合わせて理解する中央プロセッサーを考慮に入れている。
記憶の大部分は忘却であり、心理学者の間では忘却理論対干渉理論の大きな論争がある。

#### 長期記憶
記憶の現代的概念は通常、長期記憶に関するものであり、3つの主要なサブクラスに分類される。これら3つのクラスは、その使用に関連する意識的思考のレベルという点で、ある程度階層的な性質を持つ。
- 手続き記憶は特定のタイプの行動の実行に関する記憶である。それはしばしば潜在意識レベルで活性化され、あるいは最小限の意識的努力を必要とする[19]。手続き記憶には刺激-反応（英語版）型の情報が含まれ、特定のタスク、ルーティンなどとの関連付けを通じて活性化される。ある人が特定の状況やプロセスに対して一見「自動的に」特定の方法で反応するとき、その人は手続き的知識を使用している[18]。例としては車の運転がある。
- 意味記憶は、人が持つ百科事典的知識である。エッフェル塔がどのように見えるか、あるいは小学6年生の友人の名前などの知識は意味記憶を表す。意味記憶へのアクセスは、情報のエンコーディングの新しさ、他の情報との関連性の数、アクセスの頻度、意味のレベル（エンコードされたときにどれだけ深く処理されたか）を含む多くの変数に依存して、わずかに努力を要するものから極めて努力を要するものまで様々である[18]。
- エピソード記憶は明示的に述べることができる自伝的出来事の記憶である。それは時間的性質を持つすべての記憶を含み、例えば最後に歯を磨いたのはいつか、あるいは大きなニュース事件を聞いたときの場所などである。エピソード記憶は通常、最も深いレベルの意識的思考を必要とする。それはしばしば意味記憶と時間情報を統合して完全な記憶を形成するからである[18]。

### 知覚
知覚は物理的感覚（視覚、嗅覚、聴覚、味覚、触覚、固有受容感覚）だけでなく、それらの感覚を解釈する際に関与する認知過程も含む。本質的に、それは人々が刺激の解釈を通じて周囲の世界を理解するようになる方法である。エドワード・B・ティチェナーのような初期の心理学者は、心理学への構造主義的アプローチにおいて知覚に取り組み始めた。構造主義は、個人が特定の刺激をどのように知覚するかを理解することによって、人間の思考（またはティチェナーが呼んだであろう「意識」）をその最も基本的な要素に還元しようとすることに大きく関わっていた。
認知心理学における知覚に関する現在の見解は、一般的に人間の心が感覚からの刺激を解釈する特定の方法と、これらの解釈が行動にどのように影響するかに焦点を当てる傾向がある。現代の心理学者が知覚の研究にアプローチする方法の例は、コネチカット大学の生態学的知覚行動研究センター（CESPA）で行われている研究である。CESPAの研究の1つは、個人が物理的環境をどのように知覚し、それがその環境内での移動にどのように影響するかについての方法に関するものである。

### 言語
心理学者は1870年代にカール・ウェルニッケが言語の精神的処理のためのモデルを提案して以来、言語に関わる認知過程に関心を持ってきた。認知心理学の分野における言語に関する現在の研究は多岐にわたる。認知心理学者は言語獲得、言語形成の個々の要素（音素など）、言語使用が気分にどのように関わるかなど、その他関連する多くの領域を研究する可能性がある。

言語において重要な脳のブローカ野とウェルニッケ野

言語獲得のタイミングを理解し、それを子どもが学習障害を持っているか、またはそのリスクがあるかを判断するために使用できるかどうかに焦点を当てた重要な研究がある。2012年の研究では、これが効果的な戦略となり得るが、評価を行う人々が評価をする際にすべての関連情報を含めることが重要であることが示された。個人差、社会経済的地位、短期記憶および長期記憶容量、その他の要因を含めて有効な評価を行う必要がある。

### メタ認知
メタ認知は広い意味で、人が自分自身の思考について持つ思考である。より具体的には、メタ認知には以下のようなものが含まれる：
- 与えられた課題に対する自分のパフォーマンスを監視する効果（自己調整）
- 特定の精神的課題に対する自分の能力についての理解
- 認知戦略（英語版）を適用する能力[25]

認知心理学の分野におけるメタ認知に関する現在の研究の多くは、教育分野への応用に関するものである。学生のメタ認知能力を高めることは、彼らの学習と学習習慣に大きな影響を与えることが示されている。この概念の重要な側面の1つは、学生が目標を設定し、それらの目標を達成するために効果的に自己調整する能力の向上である。このプロセスの一部として、学生が自分の知識の程度を現実的に評価し、現実的な目標を設定していることを確認することも重要である（これは別のメタ認知タスクである）。
メタ認知に関連する一般的な現象には以下がある：
- デジャヴ：繰り返される経験の感覚
- クリプトムネジア（英語版）：独自のものと信じて思考を生み出すが、実際には過去の経験の記憶である。無意識の盗作としても知られる
- 偽名声効果：有名でない名前を有名にすることができる
- 妥当性効果（英語版）：繰り返し接触することで、声明がより妥当に思える
- 想像インフレーション（英語版）：起こらなかった出来事を想像し、それが起こったという確信が増大する

## 現代的視点
認知心理学に関する現代の視点は、一般的に認知を二重過程理論として扱い、2011年にダニエル・カーネマンによって詳述された。カーネマンは2つの処理スタイルをさらに区別し、それらを直観と推論と呼んだ。連想的推論に似た直観（またはシステム1）は、通常、推論過程に強い感情的結びつきを含め、高速で自動的であると判断された。カーネマンは、この種の推論は形成された習慣に基づいており、変更や操作が非常に困難であると述べた。推論（またはシステム2）はより遅く、より不安定で、意識的な判断や態度の影響を受けやすい。

## 応用

### 異常心理学
認知革命に続いて、また認知心理学の分野からの主要な発見の多くの結果として、認知行動療法(CBT)という学問が発展した。アーロン・T・ベックは一般に認知療法（特定のCBT治療法）の父と見なされている。うつ病の認識と治療の分野における彼の研究は世界的に認められている。1987年の著書『Cognitive Therapy of Depression』の中で、ベックは薬理学的アプローチのみではなく、療法または療法と抗うつ薬によるうつ病の治療に関する彼の理由について3つの顕著な点を提示している：
1. 抗うつ薬の広範な使用にもかかわらず、すべての患者が反応するわけではないという事実が残る。ベックは（1987年に）患者の60から65％のみが抗うつ薬に反応すると引用しており、最近のメタアナリシス（複数の研究の統計的分析）も非常に類似した数字を示している。
2. 抗うつ薬に反応する多くの人は、様々な理由で最終的に薬を服用しなくなる。副作用が発生するか、薬を服用することに何らかの個人的反対がある場合がある。
3. ベックは、向精神薬の使用は、最終的に個人の対処メカニズムの崩壊につながる可能性があると主張している。彼の理論は、本質的に、個人が気分を改善する手段として薬に依存するようになり、うつ症状の影響を軽減するために健康な個人が通常実践する対処技術を実践することができなくなるというものである。そうしないことで、患者が抗うつ薬から離脱すると、しばしば正常なレベルのうつ気分に対処できず、抗うつ薬の使用を再開する必要があると感じる。

### 社会心理学
現代の社会心理学の多くの側面は、認知心理学の分野内で行われた研究に根ざしている。社会的認知は社会心理学の特定のサブセットであり、特に人間の相互作用に適用された認知心理学内で特に焦点を当てられた過程に集中している。ゴードン・B・モスコヴィッツは社会的認知を「...私たちの社会世界の人々を知覚し、注意を向け、記憶し、考え、意味づけする際に関与する精神過程の研究」と定義している。
複数の社会的情報処理（SIP）モデルの発展は、攻撃的および反社会的行動に関わる研究に影響を与えてきた。ケネス・ドッジのSIPモデルは、攻撃に関連して経験的に最もサポートされているモデルの一つである。彼の研究の中で、ドッジは社会的情報をより効果的に処理する能力を持つ子どもたちが、より頻繁に社会的に受け入れられる行動を示すこと、また子どもたちが持つ社会的相互作用のタイプが彼らの関係に影響を与えることを提唱している。彼のモデルは、個人が他の個人との相互作用を評価する際に進む5つのステップがあり、その人が手がかりをどのように解釈するかが反応プロセスの鍵であると主張している。

### 発達心理学
発達心理学の分野の著名な名前の多くは、認知モデルに基づいて発達を理解している。発達心理学の主要なパラダイムの1つである心の理論（ToM）は、個人が周囲の人々の認知を効果的に理解し帰属させる能力に特に関わっている。この概念は通常、4歳から6歳の間の子どもに完全に現れる。本質的に、子どもがToMを発達させる前は、周囲の人々が自分自身とは異なる思考、考え、感情を持つことを理解できない。ToMの発達はメタ認知、つまり自分の思考について考えることの問題である。子どもは自分自身の思考を持っていることを認識し、順番に他者も自分自身の思考を持っていることを認識できなければならない。
発達心理学に関する最も著名な心理学者の一人、ジャン・ピアジェは、誕生から成人期までの認知発達に多くの注意を向けた。彼の認知発達段階の一部に対する相当な挑戦があったにもかかわらず、それらは教育領域の主要な要素として残っている。ピアジェの概念とアイデアは認知革命よりも前のものだったが、認知心理学の分野での研究の豊かさに着想を与え、彼の原則の多くが現代の理論と融合して今日の主要な見解を統合している。

### 教育心理学
現代の教育理論は、認知心理学の焦点となる多くの概念を適用してきた。最も著名な概念には以下が含まれる：
- メタ認知：メタ認知は、自分自身の思考に関するあらゆる種類の思考や知識を包含する広範な概念である。この領域における教育的焦点の主要な領域は、学生がどれだけうまく自分自身の知識を評価し、不足している領域の知識を向上させるための戦略を適用できるかに関連している[39]。
- 宣言的知識と手続き的知識：宣言的知識は人の「百科事典的」知識ベースであり、手続き的知識は特定のタスクを実行することに関連する特定の知識である。教育へのこれらの認知パラダイムの適用は、学習を加速させるための努力として、宣言的知識を新しく学んだ手順に統合する学生の能力を向上させることを試みる[39]。
- 知識組織化：脳内で知識がどのように組織されているかに関する認知心理学の理解の応用は、近年の教育分野での主要な焦点となっている。階層的な情報整理方法と、それが脳の記憶にどのようにうまくマッピングされるかという概念は、教室で非常に有益であることが証明されている[39]。

### パーソナリティ心理学
近年、パーソナリティ障害の治療において、認知療法的アプローチが相当な注目を集めている。このアプローチは、判断的バイアスと一般的な認知的エラーを中心とした、誤ったスキーマの形成と考えるものに焦点を当てている。

## 認知心理学vs認知科学
認知心理学と認知科学の境界線は曖昧な場合がある。認知心理学は主に応用心理学と心理的現象の理解に関わるものとしてよく理解される。認知心理学者は、外部世界からの入力を人間の心がどのように取り入れ、処理し、行動するかに関連する情報を収集することを目標として、人間参加者を含む心理学的実験の実施に頻繁に深く関わっている。この分野で得られた情報は、その後、臨床心理学の応用分野でしばしば使用される。
認知科学は、はるかに広い範囲に関わるものとしてよく理解され、哲学、言語学、人類学、神経科学、特に人工知能との結びつきを持っている。認知科学は認知心理学者が使用する理論に情報を提供する知識体系を提供すると言える。認知科学者の研究には時に非人間的被験者が含まれ、人間参加者に対して行われた場合は倫理的審査の対象となるような領域を掘り下げることができる。例えば、ラットが特定のタスクを実行している間にニューロンの発火を追跡するために、ラットの脳にデバイスを埋め込む研究を行うことがある。認知科学は人工知能の領域とその精神過程の理解への応用に深く関わっている。

## 批判

### 結束力の欠如
一部の観察者は、1970年代に認知心理学が運動になるにつれ、それが調査した現象と過程の複雑さは、研究分野としての結束力も失い始めたと示唆している。例えば、『Psychology: Pythagoras to Present』の中で、ジョン・マローンは次のように書いている：「『認知心理学』、『人間の認知』、『認知科学』などを扱う20世紀後半の教科書を調査すると、認知心理学の種類が非常に多く、その領域が正確に何であるかについてほとんど合意がないことがすぐに明らかになる」。この不運は、認知機能の情報処理アプローチに疑問を投げかける競合モデル（例えば意思決定や行動科学など）を生み出した。

## 論争
認知心理学の初期の頃、行動主義者の批評家たちは、それが追求した経験主義は内部精神状態の概念と両立しないと主張した。しかし、認知神経科学は、生理学的脳活動と精神状態との間の直接的な相関関係の証拠を集め続けており、認知心理学の基礎を裏付けている。
しかし、神経心理学者と認知心理学者の間には意見の相違がある。認知心理学は現代の脳科学によってサポートされていない認知モデルを生み出している。異なる認知モデルの支持者がお互いに弁証法的関係を形成し、研究者がお気に入りの理論に味方することで実証研究に影響を与えることがよくある。例えば、「メンタルモデル理論」の支持者は演繹的推論がイメージ思考に基づいていることの証拠を見つけようとする一方、「メンタル論理理論」の支持者はそれが言語的思考に基づいていることを証明しようとし、脳イメージングと脳損傷研究の結果の無秩序な状況を引き起こしている。理論的主張を脇に置くと、証拠は相互作用が視空間的または言語的志向のいずれかのテストされたタスクのタイプに依存することを示しているが、どちらの理論でもカバーされていない推論の側面もある。
同様に、神経言語学は理論を脇に置いた方が脳イメージング研究を理解しやすいことを発見している。言語認知研究の分野では、生成文法は言語がその私的な認知モジュール内に存在するという立場をとる一方、「認知言語学」は言語が独立した機能ではなく、視覚処理や運動スキルなどの一般的な認知能力に基づいて機能すると主張する反対の極端な立場をとっている。しかし、神経心理学のコンセンサスは、言語は専門化された機能であるが、視覚処理と重複または相互作用するという中間の立場をとっている。それにもかかわらず、言語認知における研究の多くは依然として生成文法と認知言語学の線に沿って分かれている。そしてこれはまた、言語発達と言語獲得を含む隣接する研究分野にも影響を与えている。

## 主要な研究領域
カテゴリー化
- 帰納と獲得（英語版）
- 判断と分類
- 表象と構造
- 類似性（英語版）

知識表現
- 二重符号化理論（英語版）
- メディア心理学（英語版）
- 心的イメージ
- 数値認知（英語版）
- 命題符号化（英語版）

言語
- 言語獲得
- 言語処理
- - 言語学
  - 文法
- - 音声学
  - 音韻論

記憶
- 加齢と記憶（英語版）
- 自伝的記憶（英語版）
- 幼児期の記憶（英語版）
- 構成的記憶
- 情動と記憶
- エピソード記憶
- 目撃証言記憶（英語版）
- 虚偽記憶
- フラッシュバルブ記憶
- 記憶バイアスのリスト（英語版）
- 長期記憶
- 意味記憶
- 短期記憶
- ソースモニタリングエラー（英語版）
- 間隔反復
- ワーキングメモリ

知覚
- 注意
- パターン認識
- 視覚知覚
  - 形態知覚（英語版）
  - 物体認識（英語版）
- 精神物理学
- 時間知覚

思考
- 選択 (グラッサーの理論（英語版）)
- 概念形成（英語版）
- 意思決定
- 論理学
- 推論の心理学（英語版）
- 問題解決
- 実行機能（英語版）

## 影響力のある認知心理学者
- ジョン・R・アンダーソン
- アラン・バドリー（英語版）
- デイヴィッド・オーズベル
- アルバート・バンデューラ
- フレデリック・バートレット
- エリザベス・ベイツ（英語版）
- アーロン・T・ベック
- ロバート・ビョーク（英語版）
- ポール・ブルーム（英語版）
- ゴードン・H・バウワー（英語版）
- ドナルド・ブロードベント（英語版）
- ジェローム・ブルーナー
- スーザン・ケアリー
- ノーム・チョムスキー
- ファーガス・クレイク（英語版）
- アントニオ・ダマシオ
- ヘルマン・エビングハウス
- アルバート・エリス
- K・アンダース・エリクソン（英語版）
- ウィリアム・エステス（英語版）
- ユージン・ガランター（英語版）
- ヴィットリオ・ガレーゼ（英語版）
- マイケル・ガザニガ
- デドレ・ジェントナー（英語版）
- ヴィットリオ・グイダーノ（英語版）
- フィリップ・ジョンソン＝レアード（英語版）
- ダニエル・カーネマン
- ナンシー・カンウィッシャー（英語版）
- エリック・レネバーグ（英語版）
- アラン・レスリー（英語版）
- ウィレム・レヴェルト（英語版）
- エリザベス・ロフタス
- アレクサンドル・ルリヤ
- ブライアン・マクウィニー
- ジョージ・マンドラー（英語版）
- ジーン・マター・マンドラー（英語版）
- エレン・マークマン（英語版）
- ジェームズ・マクレランド
- ジョージ・アーミテージ・ミラー
- ウルリック・ナイサー（英語版）
- アレン・ニューウェル
- アラン・パイヴィオ（英語版）
- シーモア・パパート
- ジャン・ピアジェ
- スティーブン・ピンカー
- マイケル・ポズナー（英語版）
- カール・H・プリブラム（英語版）
- ジャコモ・リゾラッティ（英語版）
- ヘンリー・L・レディガー3世（英語版）
- エレノア・ロッシュ（英語版）
- デビッド・ラメルハート
- エレノア・サフラン（英語版）
- ダニエル・シャクター（英語版）
- オットー・ゼルツ（英語版）
- ロジャー・シェパード
- リチャード・シフリン（英語版）
- ハーバート・A・サイモン
- ジョージ・スパーリング（英語版）
- ロバート・スターンバーグ（英語版）
- ラリー・スクワイア（英語版）
- ソール・スターンバーグ（英語版）
- アン・トレイスマン（英語版）
- エンデル・タルヴィング
- エイモス・トベルスキー
- レフ・ヴィゴツキー